# Thallis
Thallis é um género de coleópteros da família Erotylidae.